# Hartwig Gent
Hartwig Gent (* 14. Oktober 1949) war Fußballspieler in Ost-Berlin. Für den 1. FC Union Berlin spielte er für kurze Zeit in der DDR-Oberliga, der höchsten ostdeutschen Fußballklasse. Gent ist vierfacher Junioren-Nationalspieler.

## Sportliche Laufbahn
Im Alter von zehn Jahren wurde Gent in die Kindermannschaft der Ost-Berliner Betriebssportgemeinschaft (BSG) Motor Köpenick aufgenommen. Anschließend durchlief er alle Nachwuchsmannschaften der Köpenicker und spielte zuletzt mit der Männermannschaft in der zweitklassigen DDR-Liga. Vom Sommer 1967 bis zum April 1969 gehörte Gent der zweiten Mannschaft des 1. FC Union Berlin an, die in der drittklassigen Bezirksliga Berlin antrat. 1968 gehörte er zum Kader der DDR-Junioren-Nationalmannschaft, für die er im März und April 1968 vier Junioren-Länderspiele als Verteidiger bestritt. Vom Mai 1969 bis Oktober 1970 war Gent Wehrpflichtiger. Bis zum Frühjahr 1971 spielte er wieder für Union II in der Ost-Berliner Bezirksliga.
In der Saison 1971/72 wurde Gent zwischen dem 3. und 15. Spieltag in der Oberliga eingesetzt. In seinem ersten Oberligaspiel Wismut Aue – 1. FC Union (2:0) am 4. September 1971 wurde er in der 64. Minute eingewechselt, in den weiteren Spielen stand er als Abwehrspieler jeweils in der Anfangself, von denen er sieben voll durchspielte. In der Saison 1972/73 wurde er nur in drei Oberligaspielen eingesetzt. Danach war seine Laufbahn beim 1. FC Union Berlin beendet. Für die 1. Mannschaft absolvierte er insgesamt 17 Pflichtspiele, zwölf in der Oberliga und fünf im DDR-Pokalwettbewerb. In einem Pokalspiel erzielte er sein einziges Tor für die 1. Mannschaft.
In den Spielzeiten 1973/74 und 1974/75 spielte Gent für den DDR-Ligisten EAB Lichtenberg 47. Nach einem einjährigen Intermezzo erneut bei Union Berlin II schloss er sich im Sommer 1976 dem Ost-Berliner Bezirksligisten Chemie Schmöckwitz an, für den er als Spielertrainer aktiv war. 1981 beendete er seine Laufbahn als Fußballspieler.